# مورفيد كلارك
مورفيد كلارك (بالإنجليزية: Morfydd Clark)‏ هي ممثلة ويلزية ولدت في السويد.
أبرز أدوارها هو تمثيلها في فيلم الزحف ومسلسل سيد الخواتم ومواده المظلمة.

## وصلات خارجية
- مورفيد كلارك على موقع IMDb (الإنجليزية)
- مورفيد كلارك على موقع ميتاكريتيك (الإنجليزية)
- مورفيد كلارك على موقع روتن توميتوز (الإنجليزية)
- مورفيد كلارك على موقع مونزينجر (الألمانية)
- مورفيد كلارك على موقع ألو سيني (الفرنسية)
- مورفيد كلارك على موقع أول موفي (الإنجليزية)
- مورفيد كلارك على موقع قاعدة بيانات الفيلم (الإنجليزية)
- مورفيد كلارك على موقع كينوبويسك (الروسية)